# Minakxi
|  | Aquest article tracta sobre la deessa. Vegeu-ne altres significats a «Minakxi (reina)». |

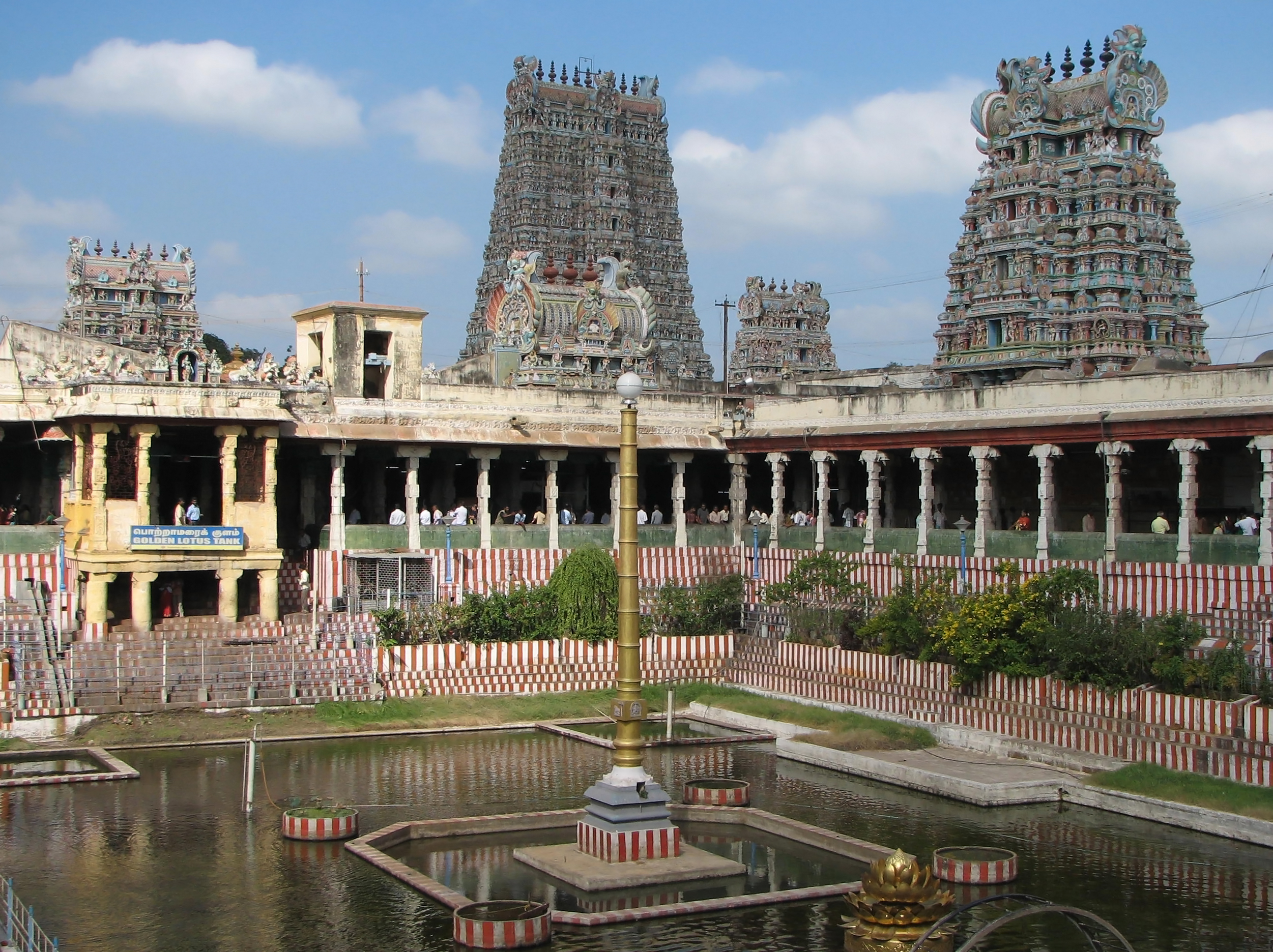
El temple de Minakxi a Madurai

Minakxi (IAST mīnākṣi, Meenakshi en anglès, tamil: மீனாட்சி) és la dea principal de Madurai i divinitat central del temple de Minakxi Amman, al cor d'aquesta ciutat de Tamil Nadu.
És la dea tutelar de Madurai, on se celebra cada any la cerimònia del casament de Minakxi i on es coneix també com a Minakxi Amman ('Mare Minakxi') o Minakxi Devi ('Dea Minakxi').

## Mite
Segons la llegenda, Minakxi fou una princesa que va néixer amb unes marques singulars després que el seu pare, que no tenia descendència, pregués per un fill. Cal esmentar els "ulls en forma de peix", allargats i molt bonics, marca d'una gran bellesa, d'ací el seu nom, així com tres mamelles. Els oracles digueren que aquest darrer portent desapareixeria el dia que la dona es trobés amb el seu futur marit.
El seu pare, el rei, va educar la jove en les arts militars fins que Minakxi es va tornar una ferotge guerrera. Després de la mort del seu pare, Minakxi, com a reina, va augmentar el seu regne amb una batalla rere l'altra, conquerint terres arreu del subcontinent fins que va arribar a l'Himàlaia. Damunt de les muntanyes nevades, es trobà amb Xiva i, de cop, va perdre el seu esperit de guerrera implacable i valenta. Minakxi es va tornar tímida i el seu tercer pit va desaparèixer. Posteriorment, Minakxi torna amb Xiva a Madurai, on se'n va celebrar el casament amb molta pompa i esplendor.

## Simbolisme
Aquest mite s'interpreta sovint com la sanscritizació d'una dea local d'origen dràvida i la seva incorporació a l'hinduisme. El casament representa la identificació d'una divinitat local independent amb la figura de Parvati, la xacti de Xiva. També simbolitza alhora el pas d'una societat i visió del cosmos matriarcal, a una nova forma patriarcal d'interpretar la religió.